# Povijest Južne Amerike
Južna Amerika je bila postojbina mnogih indijanskih civilizacija prije dolaska prvih Europljana 1520-ih godina. Nakon toga su Španjolci i Portugalci zauzeli i prisvojili cijeli kontinent i njegove stanovnike te tamo vladali 300 godina. Početkom 19. stoljeća to je područje steklo nezavisnost, ali su nove južnoameričke zemlje bile siromašne i politički nestabilne. Danas zemlje u Južnoj Americi imaju neujednačenu kulturu koja se sastoji od lokalnih, europskih i afričkih elemenata.

## Španjolska vladavina
Nakon osvajanja Francisca Pizarra (1475. – 1541.) i drugih španjolskih konkvistadora, najveći dio Južne Amerike potpao je pod vlast Španjolske. Kasnije su španjolski kraljevi slali službenike, odnosno namjesnike, koji su vladali tamošnjim područjima, prikupljali poreze i vodili sudove.U 18. stoljeću Namjesništvo Nove Granade vladalo je područjem današnje Kolumbije, Ekvadora,Paname i Venezuele.

### El Dorado
Među prvim španjolskim istraživačima širile su se glasine da iza Anda živi narod koji ima toliko zlata da se njihov kralj svake godine posipa zlatnom prašinom. Taj čovjek od zlata El Dorado  nikad nije pronađen, no ta je legenda bila poticaj mnogim španjolskim pustolovima u njihovoj potrazi za zlatom
Godine 1545. najveća svjetska nalazišta srebra otkrivana su u Potosiu, Bolivija. Srebro se u velikim količinama odvozilo u Sevillu, Španjolska, te poticalo razvoj i europske transatlantske trgovine. Međutim, uvjeti u rudnicima su bili užasni: četiri od pet radnika Indijanaca umiralo je tijekom prve godine rada u rudniku.

### Drevne civilizacije
Američki Indijanci su drevni narodi čije su civilizacije cvale tisućama godina, osobito u planinskim Andama. U vrijeme europskih osvajanja, najveći dio Južne Amerike pripadao je najvažnijoj tamošnjoj civilizaciji-Carstvu Inka u Peruu.
Osvajači su starosjediocima u Južnoj Americi nanosili veliko zlo. Oni su bili otporni na bolesti uvezene iz Europe, a osvajači su ih zlostavljali. Broj stanovnika u Južnoj Americi pao je sa 16 na 4 milijuna za samo stotinu godina nakon dolaska osvajača u 16. stoljeću.

## Katolička crkva
Tijekom osvajanja uništeni su gotovo svi hramovi i vjerski kipovi starosjedilaca.
Većina starosjedioca bila je preobračena u rimokatoličku vjeru iako su mnogi zadržali i svoje tradicionalne vjere. Crkve su se gradile u španjolskom stilu, no često su se ukrašavale umjetničkim djelima u domorodačkom stilu.

### Isusovačke misije
Rimokatolički red poznat kao Družba Isusova, odnosno jezuiti, osnivao je misije u Paragvaju među narodima Guarani i Tapes. Do polovice 18. stoljeća bilo je 30 misija. Bilo je poljoprivrednih sela u kojima su zemlja i životinje bile kolektivno vlasništvo. Godina 1770-ih isusovci su istjerani iz španjolskih i portugalskih teritorija a tisuće starosjedilaca bilo je porobljeno ili ubijeno.Da bi zaštitili domorodačko stanovništvo od izrabljivanja portugalskih doseljenika, isusovci su svoje misije uz crkve u baroknom stilu gradili u džungli i tako se izolirali od vanjskog svijeta. Bartolome de las Casas (1474. – 1566.) tvrdio je da je španjolsko osvajanje nazakonito te da su američki starosjedioci slobodni. Borio se protiv zlostavljanja što su ga provodili španjolski doseljenici, a uvođeni su i zakoni koji su štitili indijansko stanovništvo. No, zakoni se često nisu poštivali, a za mnoge su došli prekasno.

## Nezavisnost
Početkom 19. stoljeća Francuska je zauzela Španjolsku i na mjesto kralja Karla IV postavljen je Joseph Bonaparte (1768. – 1844.), brat cara Napoleona. U početku su kolonije ostale lojalne Karlu IV, no uskoro su se u Južnoj Americi počeli javljati pokreti za nezavisnost. Borbu za nezavisnost predvodili su kreolci, Španjolci rođeni u Južnoj Americi, a najvažniji među njima bio je Simon Bolivar. On se zalagao za ujedinjenje kontinenta, no različiti se narodi nisu mogli složiti i Južna Amerika je podijeljena na više različiti zemalja.

### Brazil
U vrijeme Napoleonovih ratova, portugalski kralj Ivan VI. prebjegao je u Brazil i odande vladao. Zemlja se obogatila, no zbog opasnosti od revolucije, kralj se vratio u Portugal. Njegov sin Dom Pedro proglasio je nezavisnost Brazila 1822. godine.
U Brazilu nije bilo dovoljno starosjedilačkog stanovništva, pa su protugalski kolonisti iz zapadne Afrike dovodili robove za rad na plantažama i u rudnicima. Odbjegli robovi osnivali su naselja poznata kao quilombos: najpoznatiji je bio Palmares gdje je u gradovima i selima živjelo više tisuća odbjeglih robova.

## Suvremena Južna Amerika
U 19. stoljeću nove su zemlje Južne Amerike ovisile o prihodu od uzgoja kultura kao što je kava. U vrijeme ekonomske krize 1930-ih, potražnja za tim proizvodima naglo je pala. Podizale su se tvornice i tisuće ljudi odlazilo je u gradove u potrazi za poslom. Većina Južnoamerikanaca još uvijek živi u gradovima. Pored kave, u Južnoj Americi prevladavao je i gumijevac kao samonikla biljka. U 19. stoljeću i početkom 20-og vladala je velika potražnja za gumom pa su se u Brazilu podizale plantaže. Od 1900. do 1914. vladao je "gumeni bum" i mnogi su vlasnici plantaža stekli golemo bogastvo. Potražnja je smanjena 1930-ih. Godine 1960. glavni grad Brazila premješten je iz Rio de Janeira u novi grad Brasiliu gdje su namjenski izgrađeni vladini uredi, nacionalni muzeji i sveučilište.
Godine 1970. Salvador Allende (1908. – 1973.) izabran je za predsjednika Čilea. Bio je marksist i zalagao se za socijalnu politiku. Poginuo je u vojnom puču što ga je predvodio Augusto Pinochet (r.1915.) koji je postao poglavar države.

## Istaknute povijesne ličnosti Južne Amerike
- Bernardo O˙Higgins   (1778. – 1842.) je bio sin Irca, guvernera Čilea. I sam je postao guverner 1814. godine, no Španjolci su ga svrgnuli zbog njegovih republikanskih uvjerenja. Borio se za nezavisnist Čilea i 1817. postao prvi poglavar te zemlje.
- Jose de San Martin (1778-1850.) rođen je u Argentini gdje je predvodio pokret koji je ovoj koloniji donio nezavisnost od Španjolske 1816. Potom je krenuo u Čile gdje je potukao Španjolce i na vlast ponovo doveo domoljubnog vođu Bernarda O˙˙Higginsa. Godine 1812. vratio se u Peru, zauzeo Limu i proglasio nezavisnist Perua.
- Eva Peron-rođena u siromaštvu, Eva (Evita) Duarte (1919-1952) bila je radijska glumica. Udala se za političara Juana Perona koji je postao argentinski predsjednik 1946. Siromašni narod ju je obožavao i ona je Peronu pomagala da bude ponovo izabran 1952., no iste godine je umrla od raka.